# Polysternon
Polysternon — викопний рід бокошийних черепах родини Bothremydidae. Рід існував наприкінці крейди, 70—66 млн років тому. Скам'янілі рештки представників роду знайдено у Франції та Іспанії.

## Опис

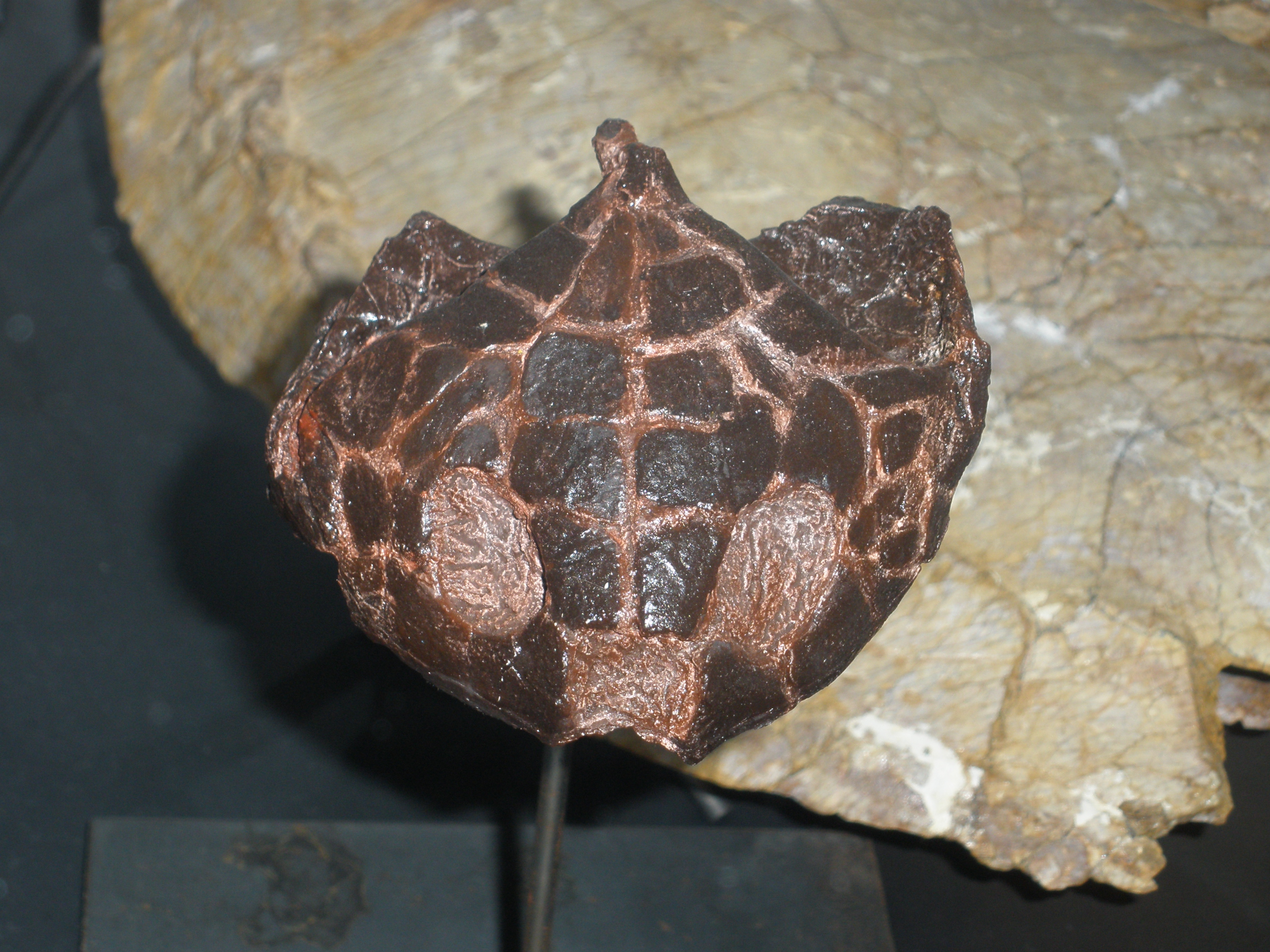
Череп Polysternon provinciale

Ця тварина була досить схожа на сучасну болотну черепаху і мала високий і масивний панцир овальної форми, близько 50 сантиметрів в довжину і 40 в ширину. шиї.

## Види
- Polysternon provinciale Matheron, 1869
- Polysternon isonae Marmi et al., 2012